# NHL (2009/2010)
Sezon NHL 2009/2010 – 92. sezon ligi National Hockey League, a setny wliczając prekursora ligi National Hockey Association. Pierwsze mecze sezonu odbędą się 1 października 2009 roku. W tym dniu odbędą się cztery mecze, a w spotkaniu pomiędzy Colorado Avalanche oraz San Jose Sharks w Pepsi Center zostanie zastrzeżony nr 19 w uznaniu zasług Joe Sakica. 2 oraz 3 października odbędą się mecze pomiędzy Detroit Red Wings i St. Louis Blues oraz Chicago Blackhawks z Florida Panthers w europejskich halach: helsińskiej – Hartwall Areena oraz sztokholmskiej – Globen. Będzie to trzecie rozpoczęcie sezonu NHL na kontynencie europejskim w historii. Sezon zasadniczy w którym zagra 30 drużyn zakończy się w kwietniu 2010 roku, po zakończeniu tej fazy ligi, drużyny rozpoczną walkę o Puchar Stanleya w play off, które zakończą się w czerwcu. W lutym z powodu igrzysk olimpijskich będzie przerwa w rozgrywkach. Zawodnicy grający w drużynach NHL będą mogli zagrać w drużynach narodowych podczas turnieju olimpijskiego.

## Wydarzenia przedsezonowe

### NHL Entry Draft 2009
W dniach 26-27 czerwca 2009 roku w znajdującej się w mieście Montreal, hali Centre Bell odbył się czterdziesty szósty w historii draft, którym to drużyny występujące w lidze NHL mogły wybrać młodych, perspektywicznych zawodników. Z numerem pierwszym wybranym został Kanadyjczyk John Tavares, pochodzący z klubu London Knights, środkowy ten został wybrany przez drużynę New York Islanders. Łącznie zostało wybranych 211 graczy: 21 bramkarzy, 70 obrońców i 119 napastników z 11 państw: 102 z Kanady, 55 ze Stanów Zjednoczonych, Szwecji, Rosji, Finlandii, Słowacji, Czech, Włoch, Białorusi, Danii oraz Niemiec. Po raz pierwszy w historii w pierwszej rundzie draftu wybrano siedmiu Szwedów, co jest rekordem tej nacji.
W pierwszej trójce draftu znaleźli się również: szwedzki obrońca Victor Hedman, który przeszedł do Tampa Bay Lightning. Trzecim zawodnikiem draftu był kanadyjski center Matt Duchene, który przeszedł do Colorado Avalanche.

### Puchar Wiktorii 2009
29 września 2009 roku w szwajcarskiej Hallenstadion odbyła się druga edycja Pucharu Wiktorii. Wystąpiły w nim dwie drużyny: ZSC Lions (zwycięzca Ligi Mistrzów) oraz Chicago Blackhawks (reprezentant ligi NHL). Zwycięzcą spotkania została drużyna szwajcarska, która pokonała drużynę ze Stanów Zjednoczonych 2:1. Drużyna z Zurychu została pierwszym zespołem europejskim, który wygrał Puchar Wiktorii oraz pierwszą drużyną z Europy, która pokonała drużynę NHL od 1991 roku.

## Sezon zasadniczy

### Terminarz
Każda z 30 drużyn rozegra 82 meczów sezonu zasadniczego (24 meczów z drużynami z tej samej dywizji, 40 meczów z drużynami z pozostałych dywizji tej samej konferencji oraz 15 meczów z drużynami opozycyjnej konferencji) w ciągu 7 miesięcy od 1 października do 12 kwietnia 2010. Pomiędzy 15 a 28 lutego nie odbędzie się żaden mecz ligi z powodu odbywającego się w tym czasie turnieju olimpijskiego, w wyniku czego nie odbędzie się również mecz gwiazd. 1 stycznia 2010 roku odbyła się za to trzecia edycja NHL Winter Classic. Mecz rozegrany został na stadionie Fenway Park w Bostonie. W spotkaniu tym uczestniczyły drużyny Boston Bruins oraz Philadelphia Flyers. Zwyciężyły niedźwiadki 2:1, zdobywając decydującą bramkę w dogrywce.
Po zakończeniu sezonu zasadniczego rozpocznie się walka o mistrzostwo ligi w fazie playoff, która rozgrywana będzie w czterech rundach. W każdej obowiązywać będzie formuła do czterech zwycięstw, w tym o Puchar Stanleya. Playoffy potrwają od kwietnia do czerwca 2010 roku.

### Tabela
| Konferencja Wschodnia        |                     |    |    |    |    |         |     |     |
| Dywizja Atlantycka           |                     |    |    |    |    |         |     |     |
| Lp.                          | Drużyna             | M  | Z  | P  | OT | Br      | Bl  | Pkt |
| 1                            | New Jersey Devils   | 82 | 48 | 27 | 7  | 222-191 | +31 | 103 |
| 2                            | Pittsburgh Penguins | 82 | 47 | 28 | 7  | 257-237 | +20 | 101 |
| 3                            | Philadelphia Flyers | 82 | 41 | 35 | 6  | 236-225 | +11 | 88  |
| 4                            | New York Rangers    | 82 | 38 | 33 | 11 | 222-218 | +4  | 87  |
| 5                            | New York Islanders  | 82 | 34 | 37 | 11 | 222-264 | -42 | 79  |
| Dywizja Północno-wschodnia   |                     |    |    |    |    |         |     |     |
| Lp.                          | Drużyna             | M  | Z  | P  | OT | Br      | Bl  | Pkt |
| 1                            | Buffalo Sabres      | 82 | 45 | 27 | 10 | 235-207 | +28 | 100 |
| 2                            | Ottawa Senators     | 82 | 44 | 32 | 6  | 225-238 | -13 | 94  |
| 3                            | Boston Bruins       | 82 | 39 | 30 | 13 | 206-200 | +61 | 91  |
| 4                            | Montreal Canadiens  | 82 | 39 | 33 | 10 | 217-223 | -6  | 88  |
| 5                            | Toronto Maple Leafs | 82 | 30 | 38 | 14 | 214-267 | -53 | 74  |
| Dywizja Południowo-zachodnia |                     |    |    |    |    |         |     |     |
| Lp.                          | Drużyna             | M  | Z  | P  | OT | Br      | Bl  | Pkt |
| 1                            | Washington Capitals | 82 | 54 | 15 | 13 | 318-233 | +85 | 121 |
| 2                            | Atlanta Thrashers   | 82 | 35 | 34 | 13 | 234-256 | -22 | 83  |
| 3                            | Carolina Hurricanes | 82 | 35 | 37 | 10 | 230-256 | -26 | 80  |
| 4                            | Tampa Bay Lightning | 82 | 34 | 36 | 12 | 217-260 | -43 | 80  |
| 5                            | Florida Panthers    | 82 | 32 | 37 | 13 | 208-244 | -36 | 77  |

| Konferencja Zachodnia      |                       |    |    |    |    |         |     |     |
| Dywizja Centralna          |                       |    |    |    |    |         |     |     |
| Lp.                        | Drużyna               | M  | Z  | P  | OT | Br      | Bl  | Pkt |
| 1                          | Chicago Blackhawks    | 82 | 52 | 22 | 8  | 271-209 | +62 | 112 |
| 2                          | Detroit Red Wings     | 82 | 44 | 24 | 14 | 229-216 | +13 | 102 |
| 3                          | Nashville Predators   | 82 | 47 | 29 | 6  | 225-225 | 0   | 100 |
| 4                          | St. Louis Blues       | 82 | 40 | 32 | 10 | 225-223 | +2  | 90  |
| 5                          | Columbus Blue Jackets | 82 | 32 | 35 | 15 | 216-259 | -43 | 79  |
| Dywizja Północno-zachodnia |                       |    |    |    |    |         |     |     |
| Lp.                        | Drużyna               | M  | Z  | P  | OT | Br      | Bl  | Pkt |
| 1                          | Vancouver Canucks     | 82 | 49 | 28 | 5  | 272-222 | +50 | 103 |
| 2                          | Colorado Avalanche    | 82 | 43 | 30 | 9  | 244-233 | +11 | 95  |
| 3                          | Calgary Flames        | 82 | 40 | 32 | 10 | 204-210 | -6  | 90  |
| 4                          | Minnesota Wild        | 82 | 38 | 36 | 8  | 219-246 | -27 | 84  |
| 5                          | Edmonton Oilers       | 82 | 27 | 47 | 8  | 214-284 | -70 | 62  |
| Dywizja Pacyficzna         |                       |    |    |    |    |         |     |     |
| Lp.                        | Drużyna               | M  | Z  | P  | OT | Br      | Bl  | Pkt |
| 1                          | San Jose Sharks       | 82 | 51 | 20 | 11 | 262-215 | +49 | 113 |
| 2                          | Phoenix Coyotes       | 82 | 50 | 25 | 7  | 225-202 | +23 | 107 |
| 3                          | Los Angeles Kings     | 82 | 46 | 27 | 9  | 241-219 | +22 | 101 |
| 4                          | Anaheim Ducks         | 82 | 39 | 32 | 11 | 238-251 | -13 | 89  |
| 5                          | Dallas Stars          | 82 | 37 | 31 | 14 | 237-254 | -17 | 88  |

Legenda: Lp. – miejsce, M – mecze, Z – zwycięstwa, P – porażki, OT — porażki po dogrywce lub rzutach karnych, Br – bramki, Bl – bilans bramkowy, Pkt – punkty       = lider dywizji,       = awans do playoff

### Statystyki sezonu zasadniczego
Statystyki zaktualizowane po wszystkich 1230 meczach.
Zawodnicy z pola
| Gole                | Gole | Asysty            | Asysty | Punkty              | Punkty | +/-                 | +/- |
| ------------------- | ---- | ----------------- | ------ | ------------------- | ------ | ------------------- | --- |
| Sidney Crosby       | 51   | Henrik Sedin      | 83     | Henrik Sedin        | 112    | Jeff Schultz        | 50  |
| Steven Stamkos      | 51   | Joe Thornton      | 69     | Sidney Crosby       | 109    | Aleksandr Owieczkin | 45  |
| Aleksandr Owieczkin | 50   | Nicklas Bäckström | 68     | Aleksandr Owieczkin | 109    | Mike Green          | 39  |
| Patrick Marleau     | 44   | Brad Richards     | 67     | Nicklas Bäckström   | 101    | Nicklas Bäckström   | 37  |
| Marián Gáborík      | 42   | Martin St. Louis  | 65     | Steven Stamkos      | 95     | Daniel Sedin        | 36  |

Bramkarze
| Obrony (w %)   | Obrony (w %) | GAA            | GAA  | Shutouty       | Shutouty | Zwycięstwa        | Zwycięstwa |
| -------------- | ------------ | -------------- | ---- | -------------- | -------- | ----------------- | ---------- |
| Tuukka Rask    | .931         | Tuukka Rask    | 1.97 | Martin Brodeur | 9        | Martin Brodeur    | 45         |
| Ryan Miller    | .929         | Ryan Miller    | 2.22 | Ilja Bryzgałow | 8        | Jewgienij Nabokow | 44         |
| Tomáš Vokoun   | .925         | Martin Brodeur | 2.24 | Tomáš Vokoun   | 7        | Ilja Bryzgałow    | 42         |
| Jaroslav Halák | .924         | Antti Niemi    | 2.25 | Craig Anderson | 7        | Ryan Miller       | 41         |
| Jimmy Howard   | .924         | Jimmy Howard   | 2.26 | Antti Niemi    | 7        | Roberto Luongo    | 40         |

## Playoff

### Rozstawienie
Po zakończeniu sezonu zasadniczego 16 zespołów zapewniło sobie start w fazie playoff. Drużyna Washington Capitals zdobywca Presidents' Trophy uzyskała najlepszy wynik w lidze zdobywając w 82 spotkaniach 121 punktów. Jest to najwyżej rozstawiona drużyna. Kolejne miejsce rozstawione uzupełniają mistrzowie dywizji: New Jersey Devils, Buffalo Sabres, Chicago Blackhawks, Vancouver Canucks oraz San Jose Sharks.

#### Konferencja Wschodnia

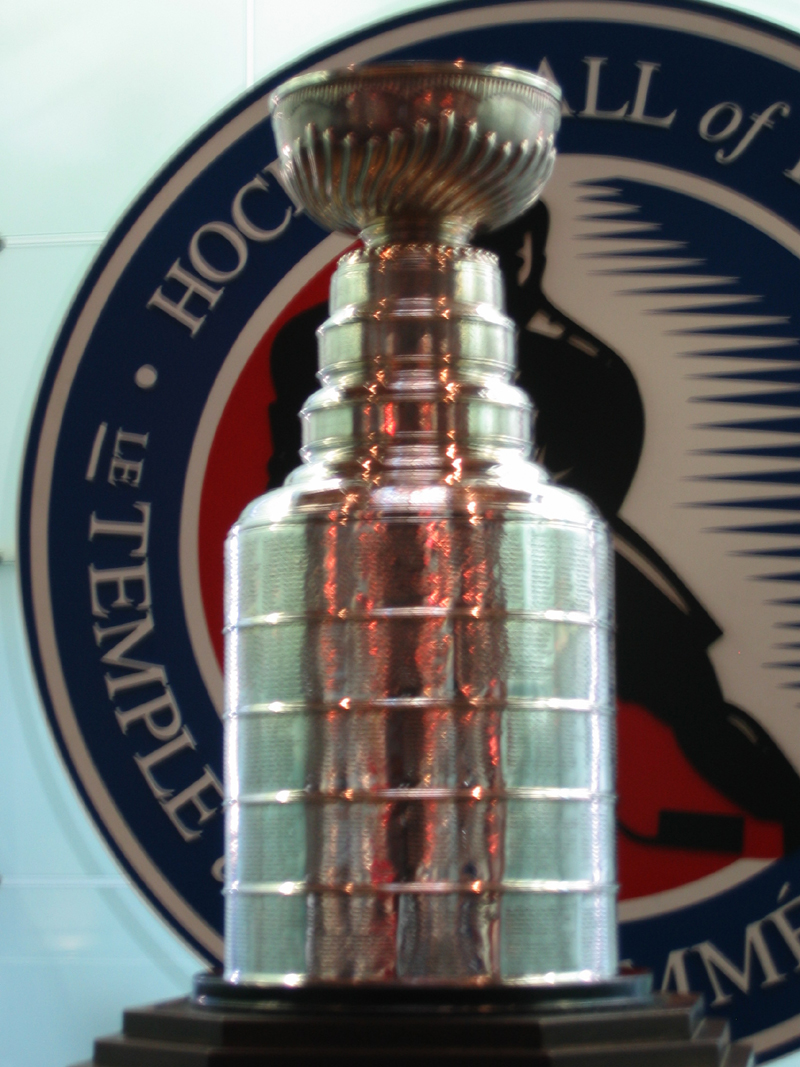
Puchar Stanleya

1. Washington Capitals – mistrz dywizji południowo-zachodniej i konferencji wschodniej w sezonie zasadniczym, zdobywca Presidents' Trophy oraz 121 punktów.
2. New Jersey Devils – mistrz dywizji atlantyckiej, 103 punkty
3. Buffalo Sabres – mistrz dywizji północno-wschodniej, 100 punktów
4. Pittsburgh Penguins – 101 punktów (47 zwycięstw)
5. Ottawa Senators – 94 punkty (44 zwycięstwa)
6. Boston Bruins – 91 punkty (39 zwycięstw)
7. Philadelphia Flyers – 88 punktów (41 zwycięstw)
8. Montreal Canadiens – 88 punktów (39 zwycięstw)

#### Konferencja Zachodnia
1. San Jose Sharks – mistrz dywizji pacyficznej oraz mistrz sezonu zasadniczego konferencji zachodniej, 113 punktów
2. Chicago Blackhawks – mistrz dywizji centralnej, 112 punktów
3. Vancouver Canucks – mistrz dywizji północno-zachodniej, 103 punkty
4. Phoenix Coyotes – 107 punktów (50 zwycięstw)
5. Detroit Red Wings – 102 punkty (44 zwycięstwa)
6. Los Angeles Kings – 101 punktów (46 zwycięstw)
7. Nashville Predators – 100 punktów (47 zwycięstw)
8. Colorado Avalanche – 95 punktów (43 zwycięstwa)

### Drzewko playoff
Po zakończeniu sezonu zasadniczego rozpocznie się walka o mistrzostwo ligi w fazie playoff, która rozgrywana będzie w czterech rundach. Drużyna, która zajęła wyższe miejsce w sezonie zasadniczym w nagrodę zostaje gospodarzem ewentualnego siódmego meczu. Z tym, że zdobywca Presidents' Trophy (w tym wypadku Washington Capitals) zawsze jest gospodarzem siódmego meczu. Wszystkie cztery rundy rozgrywane są w formuje do czterech zwycięstw według schematu: 2-2-1-1-1, czyli wyżej rozstawiony rozgrywa mecze: 1 i 2 oraz ewentualnie 5 i 7 we własnej hali. Niżej rozstawiona drużyna rozgrywa mecze w swojej hali: trzeci, czwarty oraz ewentualnie szósty.
|  |                          |                          |                          |                     |                     |                       |                       |                       |  |  |                    |                    |                    |  |  |                        |                        |                        |
|  | Ćwierćfinały Konferencji | Ćwierćfinały Konferencji | Ćwierćfinały Konferencji |                     |                     | Półfinały Konferencji | Półfinały Konferencji | Półfinały Konferencji |  |  | Finały Konferencji | Finały Konferencji | Finały Konferencji |  |  | Finał Pucharu Stanleya | Finał Pucharu Stanleya | Finał Pucharu Stanleya |
|  | Ćwierćfinały Konferencji | Ćwierćfinały Konferencji | Ćwierćfinały Konferencji |                     |                     | Półfinały Konferencji | Półfinały Konferencji | Półfinały Konferencji |  |  | Finały Konferencji | Finały Konferencji | Finały Konferencji |  |  | Finał Pucharu Stanleya | Finał Pucharu Stanleya | Finał Pucharu Stanleya |
|  |                          |                          |                          |                     |                     |                       |                       |                       |  |  |                    |                    |                    |  |  |                        |                        |                        |
|  |                          |                          |                          |                     |                     |                       |                       |                       |  |  |                    |                    |                    |  |  |                        |                        |                        |
|  | 1                        | Washington Capitals      | 3                        |                     |                     |                       |                       |                       |  |  |                    |                    |                    |  |  |                        |                        |                        |
|  | 1                        | Washington Capitals      | 3                        |                     |                     |                       |                       |                       |  |  |                    |                    |                    |  |  |                        |                        |                        |
|  | 8                        | Montreal Canadiens       | 4                        |                     |                     |                       |                       |                       |  |  |                    |                    |                    |  |  |                        |                        |                        |
|  | 8                        | Montreal Canadiens       | 4                        | 4                   | Pittsburgh Penguins | 3                     |                       |                       |  |  |                    |                    |                    |  |  |                        |                        |                        |
|  |                          |                          |                          | 4                   | Pittsburgh Penguins | 3                     |                       |                       |  |  |                    |                    |                    |  |  |                        |                        |                        |
|  | 8                        | Montreal Canadiens       | 4                        |                     |                     |                       |                       |                       |  |  |                    |                    |                    |  |  |                        |                        |                        |
|  | 8                        | Montreal Canadiens       | 4                        | 2                   | New Jersey Devils   | 1                     |                       |                       |  |  |                    |                    |                    |  |  |                        |                        |                        |
|  |                          |                          |                          | 2                   | New Jersey Devils   | 1                     |                       |                       |  |  |                    |                    |                    |  |  |                        |                        |                        |
|  | 7                        | Philadelphia Flyers      | 4                        |                     |                     |                       |                       |                       |  |  |                    |                    |                    |  |  |                        |                        |                        |
|  | 7                        | Philadelphia Flyers      | 4                        | 8                   | Montreal Canadiens  | 1                     |                       |                       |  |  |                    |                    |                    |  |  |                        |                        |                        |
|  | Konferencja Wschodnia    |                          |                          | 8                   | Montreal Canadiens  | 1                     |                       |                       |  |  |                    |                    |                    |  |  |                        |                        |                        |
|  |                          |                          | 7                        | Philadelphia Flyers | 4                   |                       |                       |                       |  |  |                    |                    |                    |  |  |                        |                        |                        |
|  | 3                        | Buffalo Sabres           | 7                        | Philadelphia Flyers | 4                   | 2                     |                       |                       |  |  |                    |                    |                    |  |  |                        |                        |                        |
|  | 3                        | Buffalo Sabres           |                          |                     |                     | 2                     |                       |                       |  |  |                    |                    |                    |  |  |                        |                        |                        |
|  | 6                        | Boston Bruins            | 4                        |                     |                     |                       |                       |                       |  |  |                    |                    |                    |  |  |                        |                        |                        |
|  | 6                        | Boston Bruins            | 4                        | 6                   | Boston Bruins       | 3                     |                       |                       |  |  |                    |                    |                    |  |  |                        |                        |                        |
|  |                          |                          |                          | 6                   | Boston Bruins       | 3                     |                       |                       |  |  |                    |                    |                    |  |  |                        |                        |                        |
|  | 7                        | Philadelphia Flyers      | 4                        |                     |                     |                       |                       |                       |  |  |                    |                    |                    |  |  |                        |                        |                        |
|  | 7                        | Philadelphia Flyers      | 4                        | 4                   | Pittsburgh Penguins | 4                     |                       |                       |  |  |                    |                    |                    |  |  |                        |                        |                        |
|  |                          |                          |                          | 4                   | Pittsburgh Penguins | 4                     |                       |                       |  |  |                    |                    |                    |  |  |                        |                        |                        |
|  | 5                        | Ottawa Senators          | 2                        |                     |                     |                       |                       |                       |  |  |                    |                    |                    |  |  |                        |                        |                        |
|  | 5                        | Ottawa Senators          | 2                        | W                   | Philadelphia Flyers | 2                     |                       |                       |  |  |                    |                    |                    |  |  |                        |                        |                        |
|  |                          |                          |                          |                     |                     |                       |                       |                       |  |  |                    |                    |                    |  |  |                        |                        |                        |
|  |                          |                          | Z                        | Chicago Blackhawks  | 4                   |                       |                       |                       |  |  |                    |                    |                    |  |  |                        |                        |                        |
|  | 1                        | San Jose Sharks          | Z                        | Chicago Blackhawks  | 4                   | 4                     |                       |                       |  |  |                    |                    |                    |  |  |                        |                        |                        |
|  | 1                        | San Jose Sharks          |                          |                     |                     | 4                     |                       |                       |  |  |                    |                    |                    |  |  |                        |                        |                        |
|  | 8                        | Colorado Avalanche       | 2                        |                     |                     |                       |                       |                       |  |  |                    |                    |                    |  |  |                        |                        |                        |
|  | 8                        | Colorado Avalanche       | 2                        | 1                   | San Jose Sharks     | 4                     |                       |                       |  |  |                    |                    |                    |  |  |                        |                        |                        |
|  |                          |                          |                          | 1                   | San Jose Sharks     | 4                     |                       |                       |  |  |                    |                    |                    |  |  |                        |                        |                        |
|  | 5                        | Detroit Red Wings        | 1                        |                     |                     |                       |                       |                       |  |  |                    |                    |                    |  |  |                        |                        |                        |
|  | 5                        | Detroit Red Wings        | 1                        | 2                   | Chicago Blackhawks  | 4                     |                       |                       |  |  |                    |                    |                    |  |  |                        |                        |                        |
|  |                          |                          |                          | 2                   | Chicago Blackhawks  | 4                     |                       |                       |  |  |                    |                    |                    |  |  |                        |                        |                        |
|  | 7                        | Nashville Predators      | 2                        |                     |                     |                       |                       |                       |  |  |                    |                    |                    |  |  |                        |                        |                        |
|  | 7                        | Nashville Predators      | 2                        | 1                   | San Jose Sharks     | 0                     |                       |                       |  |  |                    |                    |                    |  |  |                        |                        |                        |
|  | Konferencja Zachodnia    |                          |                          | 1                   | San Jose Sharks     | 0                     |                       |                       |  |  |                    |                    |                    |  |  |                        |                        |                        |
|  |                          |                          | 2                        | Chicago Blackhawks  | 4                   |                       |                       |                       |  |  |                    |                    |                    |  |  |                        |                        |                        |
|  | 3                        | Vancouver Canucks        | 2                        | Chicago Blackhawks  | 4                   | 4                     |                       |                       |  |  |                    |                    |                    |  |  |                        |                        |                        |
|  | 3                        | Vancouver Canucks        |                          |                     |                     | 4                     |                       |                       |  |  |                    |                    |                    |  |  |                        |                        |                        |
|  | 6                        | Los Angeles Kings        | 2                        |                     |                     |                       |                       |                       |  |  |                    |                    |                    |  |  |                        |                        |                        |
|  | 6                        | Los Angeles Kings        | 2                        | 2                   | Chicago Blackhawks  | 4                     |                       |                       |  |  |                    |                    |                    |  |  |                        |                        |                        |
|  |                          |                          |                          | 2                   | Chicago Blackhawks  | 4                     |                       |                       |  |  |                    |                    |                    |  |  |                        |                        |                        |
|  | 3                        | Vancouver Canucks        | 2                        |                     |                     |                       |                       |                       |  |  |                    |                    |                    |  |  |                        |                        |                        |
|  | 3                        | Vancouver Canucks        | 2                        | 4                   | Phoenix Coyotes     | 3                     |                       |                       |  |  |                    |                    |                    |  |  |                        |                        |                        |
|  |                          |                          |                          | 4                   | Phoenix Coyotes     | 3                     |                       |                       |  |  |                    |                    |                    |  |  |                        |                        |                        |
|  | 5                        | Detroit Red Wings        | 4                        |                     |                     |                       |                       |                       |  |  |                    |                    |                    |  |  |                        |                        |                        |
|  | 5                        | Detroit Red Wings        | 4                        |                     |                     |                       |                       |                       |  |  |                    |                    |                    |  |  |                        |                        |                        |
|  |                          |                          |                          |                     |                     |                       |                       |                       |  |  |                    |                    |                    |  |  |                        |                        |                        |

## Nagrody
| Nagroda                          | Zawodnik                                      | Drużyna                                 |
| -------------------------------- | --------------------------------------------- | --------------------------------------- |
| Art Ross Memorial Trophy         | Henrik Sedin                                  | Vancouver Canucks                       |
| Bill Masterton Memorial Trophy   | José Théodore                                 | Washington Capitals                     |
| Calder Memorial Trophy           | Tyler Myers                                   | Buffalo Sabres                          |
| Conn Smythe Trophy               | Jonathan Toews                                | Chicago Blackhawks                      |
| Frank J. Selke Trophy            | Pawieł Daciuk                                 | Detroit Red Wings                       |
| Hart Memorial Trophy             | Henrik Sedin                                  | Vancouver Canucks                       |
| Jack Adams Award                 | Dave Tippett                                  | Phoenix Coyotes                         |
| James Norris Memorial Trophy     | Duncan Keith                                  | Chicago Blackhawks                      |
| King Clancy Memorial Trophy      | Shane Doan                                    | Phoenix Coyotes                         |
| Lady Byng Memorial Trophy        | Martin St. Louis                              | Tampa Bay Lightning                     |
| Lester B. Pearson Award          | Aleksandr Owieczkin                           | Washington Capitals                     |
| Lester Patrick Trophy            | Dave Andrews Cam Neely Jack Parker Jerry York |                                         |
| Maurice 'Rocket' Richard Trophy  | Sidney Crosby Steven Stamkos                  | Pittsburgh Penguins Tampa Bay Lightning |
| NHL Plus/Minus Award             | Jeff Schultz                                  | Washington Capitals                     |
| Roger Crozier Saving Grace Award | Tuukka Rask                                   | Boston Bruins                           |
| Vezina Trophy                    | Ryan Miller                                   | Buffalo Sabres                          |
| William M. Jennings Trophy       | Martin Brodeur                                | New Jersey Devils                       |
| Presidents' Trophy               | Presidents' Trophy                            | Washington Capitals                     |
| Prince of Wales Trophy           | Prince of Wales Trophy                        | Philadelphia Flyers                     |
| Clarence S. Campbell Bowl        | Clarence S. Campbell Bowl                     | Chicago Blackhawks                      |
| Puchar Stanleya                  | Puchar Stanleya                               | Chicago Blackhawks                      |